# IBM Domino Designer
IBM Domino Designer — проприетарная интегрированная среда разработки приложений (IDE), исполняемых клиентом IBM Notes Client или сервером IBM Domino.
Ранее продукт назывался IBM Lotus Domino Designer.
В состав поставки IBM Domino Designer включён IBM Notes Client; лицензия Domino Designer включает лицензию Notes Client.

## Средства разработки
При разработке в среде IBM Domino Designer могут использоваться следующие средства:
- Среда визуальной разработки. Позволяет формировать объекты графического интерфейса пользователя.
- Языки программирования
  1. Lotus Script — объектно-ориентированный язык программирования, спроектированный IBM Software.
Частично совместим по синтаксису с языком Visual Basic. Встроенные классы Lotus Script предоставляют доступ к элементам интерфейса пользователя, данным и служебным объектам IBM Notes/Domino.
  2. язык @-формул — «язык эт-формул» (от англ. @-formulas).
Напоминает язык макрокоманд MS Excel, что неудивительно, так как у обоих этих языков один и тот же прародитель — табличный процессор Lotus 1-2-3. Российские программисты в шутку называют язык @-формул, как «язык собако-формул». Название происходит от общеупотребимого русского сленгового названия символа @ — «собака».
  3. Java
  4. JavaScript
Используется для управления объектами и данными на уровне интерфейса пользователя в клиенте IBM Notes и при доступе по HTTP.
Основные области применения:
    - интерфейс пользователя в HTTP
    - интеграция элементов интерфейса пользователя в клиенте IBM Notes (Java-аплетов с Lotus Script, при работе в многофреймовом интерфейсе)

  5. XPages
  6. Простые действия — упрощённая «блочная» форма описания операций, выполняемых системой.
Применяется для задания несложных операций и групп операций над данными. Рекомендована и во многих случаях доступна для использования конечными пользователями системы.
- Средства интеграции

## Приложения IBM Notes
До версии Lotus Notes 3 включительно предполагалось, что приложения Lotus Notes/Domino должны разрабатывать конечные пользователи этой системы. Основанием для такого решения были наблюдения за использованием электронных таблиц (Lotus 1-2-3 и MS Excel), популярность которых была основана на том, что конечный пользователь достаточно быстро мог создать простое «приложение», позволяющее ему автоматизировать несложные финансовые операции.
Система Lotus Notes позиционировалась, как средство, позволяющее средним и крупным предприятиям автоматизировать множество внутренних несложных бизнес-процессов (документооборотных процессов) силами конечных пользователей.
В процессе эксплуатации системы стало ясно, что квалификация конечных пользователей в большинстве случаев недостаточна для использования Lotus Notes в качестве средства разработки. Стали появляться дополнительные средства, предоставляющие больше возможностей по разработке приложений Lotus Notes, но требующие также бо́льшую квалификацию от разработчиков приложений (Notes C API, Lotus VIP). А с версии Lotus Notes 4.0 (1996) такие средства включаются в базовую поставку продукта.
В настоящее время считается, что разработкой приложений IBM Notes должны заниматься специалисты по разработке (программисты). Есть возможность предоставления конечным пользователям ограниченных возможностей для создания собственных простейших функций в системе (автоматизация простейших типовых операций, создание несложных отчётов), но это не является частой практикой в эксплуатации систем на базе IBM Notes.

## Разработка приложений

### Отладка приложений
1. Отладка Lotus Script
2. Удалённая отладка Lotus Script
3. Отладка Java